# Puchar Europy w Chodzie Sportowym 2001
4. Puchar Europy w Chodzie Sportowym – zawody lekkoatletyczne w chodzie sportowym, które odbyły się 19 maja 2001 w Dudincach na Słowacji.

## Rezultaty

### Mężczyźni
| Konkurencja:                 | 1. miejsce                                                         | Rezultat | 2. miejsce                                                         | Rezultat | 3. miejsce                                                   | Rezultat |
| Chód na 10 km juniorów       | Jewgienij Demkow                                                   | 41:16    | Siergiej Łystow                                                    | 41:18    | Michaił Seradowicz                                           | 41:30    |
| Chód na 20 km                | Wiktor Burajew                                                     | 1:19:30  | Jauhien Misiula                                                    | 1:19:45  | Andreas Erm                                                  | 1:19:51  |
| Chód na 50 km                | Jesús Ángel García                                                 | 3:44:26  | Nikołaj Matiuchin                                                  | 3:45:48  | Władimir Potiemin                                            | 3:46:12  |
| Chód na 10 km juniorów druż. | Rosja · Jewgienij Demkow · Siergiej Łystow                         | 3 pkt.   | Białoruś · Michaił Seradowicz · Andrej Tałaszko                    | 8 pkt.   | Polska · Benjamin Kuciński · Rafał Dyś                       | 21 pkt.  |
| Chód na 20 km druż.          | Rosja · Wiktor Burajew · Władimir Andriejew · Dienis Niżegorodow   | 13 pkt.  | Hiszpania · Francisco Fernández · Juan Molina · David Marquez      | 34 pkt.  | Włochy · Lorenzo Civallero · Vittorino Mucci · Alfio Corsaro | 55 pkt.  |
| Chód na 50 km druż.          | Rosja · Nikołaj Matiuchin · Władimir Potiemin · Aleksiej Wojewodin | 11 pkt.  | Hiszpania · Jesús Ángel García · Santiago Perez · Mario Avellaneda | 21 pkt.  | Francja · Denis Langlois · David Boulanger · Rene Piller     | 24 pkt.  |

### Kobiety
| Konkurencja:             | 1. miejsce                                                         | Rezultat | 2. miejsce                                                    | Rezultat | 3. miejsce                                                           | Rezultat |
| Chód na 10 km juniorek   | Tatiana Kozłowa                                                    | 46:08    | Marina Tichonowa                                              | 46:31    | Jekaterina Izmailowa                                                 | 46:42    |
| Chód na 20 km            | Olimpiada Iwanowa                                                  | 1:26:48  | Natalija Fedoskina                                            | 1:26:50  | Elisabetta Perrone                                                   | 1:27:09  |
| Chód na 10 km jun. druż. | Rosja · Tatiana Kozłowa · Jekaterina Izmailowa                     | 4 pkt.   | Białoruś · Marina Tichonowa · Yekatarina Labashova            | 9 pkt.   | Grecja · Athanasía Tsoumeléka · María Chatzipanayiotidou             | 12 pkt.  |
| Chód na 20 km druż.      | Rosja · Olimpiada Iwanowa · Natalija Fedoskina · Jelena Nikołajewa | 8 pkt.   | Włochy · Elisabetta Perrone · Erica Alfridi · Annarita Sidoti | 18 pkt.  | Białoruś · Valentina Tsyboulskaia · Natalia Missioulya · Alena Hinko | 35 pkt.  |